# Ulica Brandwicka w Stalowej Woli
Ulica Brandwicka – jedna z ulic Stalowej Woli. Na całej swojej trasie jest jednojezdniowa. Rozpoczyna się na skrzyżowaniu z ulicami Sandomierską i Broniewskiego przy Muzeum Regionalnym. Od skrzyżowania z ulicą Podskarpową w ciągu drogi krajowej nr 77 jest początkiem drogi wojewódzkiej nr 855. Ulica biegnie w kierunku północno-wschodnim aż do granic miasta i miejscowości Brandwica. Jej przedłużenie stanowi droga jednojezdniowa w kierunku Zaklikowa, Radomyśla nad Sanem i Annopola.